# Чапаєвська сільська рада (Кугарчинський район)
Чапа́євська сільська рада (рос. Чапаевский сельский совет) — муніципальне утворення у складі Кугарчинського району Башкортостану, Росія. Адміністративний центр та єдиний населений пункт — село Підгорне.

## Населення
Населення — 492 особи (2019, 566 в 2010, 638 в 2002).